# Concerto grosso
Concerto grosso er en musikform fra barokken med nogen forgreninger til modernismen. Formen blev udviklet af italienske komponister, men også fx Georg Friedrich Händel og Johann Sebastian Bach skrev musik på formen. Concerto grosso minder i besætning og form om en triosonate, idet der normalt er tre solister (solistgruppe, concertino) som spiller sammen med et orkester (grosso eller ripieno) og støttes af basso continuo (generalbas). Der er dermed tre klangrupper, som spiller mod hinanden. 

## Begreb
Den italienske komponist Alessandro Stradella (1639–1682) indførte begrebet concertino og concerto grosso for en solistgruppe med akkompagnerende instrumentgrupper i en kantate fra 1674. Selve formen opstod imidlertid tidligere: To koncerter fra Massimiliano Negris samling Sonate da suonersi con varii strumenti (Venezia, 1651) er i form og besætning de første Concerti grossi.

## Form
En Concerto grosso er som regel formet enten efter mønster af en sonata da chiesa, en "kirkesonate", eller en sonata da camera, en "kammersonate". Kirkesonaten har fire satser (langsom – hurtig – langsom – hurtig), en kammersonate ligner mest en suite med en indledning (ouverture) og flere dansesatser.

## Udvikling i barokken
I 1698 offentliggjorde komponisten Giovanni Lorenzo Gregori (1663–1745) som den første en samling under navnet concerto grosso (Concerti grossi a piú stromenti). 
Forbillede for efterfølgende komponister blev Arcangelo Corelli (1653-1713) med sine 12 Concerti grossi op. 6, trykt i Amsterdam i 1714. 8 koncerter er af chiesa typen, 4 følger camera mønsteret. Hos Corelli spiller solisterne også ripieno stemmene. Corelli brugte 2 violiner og en cello som concertino og et strygeorkester som ripieno, hvilket siden blev mere almindeligt. Ved specielle anledninger kunne strygeorkesteret forstærkes med fløjter, oboer og fagotter.
Orkestrene, som Corelli havde til disposition, var meget store. I Bologna spillede der 120 musikere i orkesteret, og i anledning af en koncert for paven i året 1687 brugte Corelli op mod 150 musikere.
På kontinentet forsvandt Concerto grosso efter ca. 1725, samtidig med at solokoncertens popularitet steg. I England beholdt imidlertid Concerto grosso sin stilling som ledende koncertform frem til århundredskiftet. Her kan det nævnes Corellis elev Francesco Geminiani (1687–1762) med i alt 42 Concerti grossi op. 2, 3 og 7, nederlænderen Willem de Fesch (1687–1761) (Concerti grossi op 2, 3, 6 og 10) og Charles Avison (1709–1770). Avisons Twelve Concertos in Seven Parts Done From Two Books of Lessons for the Harpsichord, Composed by Sig. Domenico Scarlatti var et forsøg på at tilnærme sig rokokoens udtryksmåder.

### Georg Friedrich Händel
Händel skrev i alt 19 Concerti grossi, 6 concerti HWV 312-317 ("op. 3"), én concerto HWV 318 som mellemaktsmusik til oratoriet Alexander's Feast, samt 12 concerti HWV 319-330 ("op. 6"). HWV 312-317 er blevet kendt under navn af obokoncerter efter som Händel ved siden af andre instrumenter altid bruger to oboer i concertino. Koncerterne må ikke forveksles med de tre obokoncerter HWV 287, 301 og 302a som er rene solokoncerter for én obo, strygeorkester og basso continuo.
HWV 319-330 følger Corellis forbillede, når det gælder concertino som altid består af 2 violiner og én cello. Alle concerti baserer sig på chiesa mønsteret, men kun HWV 320 og 322 kan anses som rene chiesa koncerter. I de andre concerti udvider Händel chiesa formen til 5 eller 6 satser. HWV 321, 323, 325, 326 og 327 indeholder endvidere mindst én dansesats. HWV 323 og 328 bliver indledt af en ouverture.
Flere satser i hele samlingen har detaljerede spilleanvisninger. For eksempel har første satsen i HWV 329 overskriften Andante larghetto, e staccato som frit oversat betyder I langsomt gående tempo med fritstående nodeværdier.
HWV 319-330 blev komponerede ultimo september til ultimo oktober 1739 og består mest af nykomponerede satser. Samlingen blev offentliggjort året efter. HWV 312-317 derimod baserer sig på indlednings- og mellemaktssatser til vokalværker. Den ældste concerto fra denne samling opstod allerede 1710, den yngste i trykningens år som var 1734.
Händel gælder som den komponist, som udover den specifikke udformning af enkelte satser gav hele concerto grosso-formen et individuelt præg.

### Johann Sebastian Bach
Et skridt videre gik Johann Sebastian Bach. Hans Brandenburgerkoncerter BWV1046-1051 repræsenterer ikke længere en bestemt concerto grosso-type, men er en blanding af concerto grosso, solokoncert, italiensk operaouverture, solosonate og triosonate. Bach tager også virkemidler fra renæssancen i brug, specielt Giovanni Gabrielis sonater for forskellige instrumentgrupper, når han for eksempel i koncert nr. 3 BWV 1048 sætter violiner, bratcher og celli op mod hinanden.
Det er alene koncert nr. 2 BWV 1047, som i instrumentfordelingen kan anses som ren concerto grosso. Blokfløjte, trompet, obo og violin danner concertino, strygeorkesteret fungerer som ripieno. I satsopbygning og antal satser (hurtig – langsom – hurtig) minder koncerten derimod mere om en solokoncert.
I koncerterne nr. 4 og 5 er det et af tre soloinstrumenter, som dominerer, og Bach fører dermed koncerten i retning af solokoncert. I BWV 1049 er det violinen, som spiller hovedrollen, i BWV 1050 tilgodeses cembaloen med en meget lang kadence.
BWV 1051 har med sine to solobratcher, én solocello, to violae da gamba og basso continuo en meget usædvanlig instrumentation. Efter som gamberne har en ren akkordfunktion, er værket i udgangspunkt en triosonate med udskreven basso continuo.
I flere koncerter skifter stil og form fra sats til sats. Første satsen i koncert nr. 1 BWV 1046 står i Gabrielis tradition med træblæsere, messingblæsere og strygere, som koncerterer med hinanden. Anden sats er en langsom sats som fra en dobbeltkoncert for obo, violin og orkester. Tredje sats kan anses som en solokoncertsats fra en violinkoncert. I formen repræsenterer koncerten indtil dette sted den traditionelle barokke solokoncertform. Derefter følger i form af flere korte dansesatser en rondo med en menuet som ritornell eller refræn, samt 2 trioer og en Polacca – en dans i slægt med den norske pols – som couplet eller vers, alle i forskellig instrumentation med forskellige fremtrædende soloinstrumenter eller -instrumentgrupper.
Anden satsen i koncert nr. 3 BWV 1048 består i partituret af blot 2 akkorder i en såkaldt frygisk kadence som normalt første violinisten eller cembalisten improviserer over. Den engelske musikforsker og cembalist Thurston Dart har påpeget, at de sidste to takter i tredje satsen (Largo) til Sonate for violin og og basso continuo i G-Dur BWV 1021 eksakt modsvarer denne kadence. Han antager derfor, at Bach anså det som en mulighed at lade denne sats spille under en koncertfremførelse.

## Concerto grossoi det 20. århundrede
I forbindelse med en tilbagevendelse til gamle former oplevede Concerto grosso en lille renæssance. Her kan det nævnes Max Reger (1873–1916) (Koncert i gammel stil i F-Dur op. 123), Ernst Krenek (1900–1991) (Concerti grossi nr. 1 og 2 op. 10 og 25) og Alfred Schnittke (1934–1998) som bl.a. kaldte sin 5. symfoni (1988) for Concerto grosso.
Den norske komponist Knut Nystedt (1915-2014) lægger sig tæt op ad den oprindelige besætning. Concerto grosso op. 17a fra 1946 har 3 trompeter som concertino og strygeorkester som ripieno. I 2006 omarbejdede Nystedt kompositionen til en Koncert for 3 trompeter og orgel.
Arnold Schönberg (1874-1951) adapterede i 1933 én af Georg Friedrich Händels Concerti grossi (H♭-Dur HWV 325) for sin Koncert for strygekvartet og orkester. Den samme besætning valgte Pelle Gudmundsen-Holmgreen (født 1932) i 1990 til sin Concerto grosso.  
Paul Hindemiths Koncertmusik for strygere og messingblæsere op. 50 er ingen Concerto grosso, selv om programtekster ofte tilregner den denne form. Her er det forskellige orkestergrupper, som sættes op mod hinanden. Soloinstrumenter bruges for at skabe kontrast i struktur og klangbillede, ikke for at profilere én eller flere solister. En Concerto grosso er derimod Hindemiths Koncert for træblæsere, harpe og orkester fra 1947-1949.
Robert Russell Bennett (1894-1981) skrev en Concerto grosso for Dance Band and Orchestra (Sketches from an American Theatre) i 1932. Her integrerer han swingjazzens klangbillede i barokke og modernistiske formmønstre.  Hans concertino består af 3 saxofoner, 2 trompeter, trombone, gitar, klaver og slagtøj.